# Гришин, Тимофей Фёдорович
Тимофей Федорович Гришин (1911, село Матвеевка Землянского уезда Воронежской губернии, теперь Касторненского района Курской области, Российская Федерация — 14 сентября 1958, город Моспино, теперь Донецкой области) — украинский советский деятель, новатор производства, шахтер, бригадир навалоотбойщиков, бригадир комбайновой бригады шахты «Ново-Моспино» треста «Советскуголь» комбината «Сталинуголь» Сталинской (Донецкой) области. Депутат Верховного Совета УССР 4-го созыва. Герой Социалистического Труда (28.08.1948).

## Биография
Родился в крестьянской семье. Трудовую деятельность начал в апреле 1929 года на шахте № 1 Щербиновского района Донбасса. Работал забойщиком шахты.
В 1933—1936 годах служил в Красной армии: в артиллерийских частях Ленинградского военного округа.
В ноябре 1936—1941 годах — отбойник шахт № 8 Горловского района и № 7 Макеевского района Донбасса.
С июня 1941 года — в Красной армии, участник Великой Отечественной войны. Воевал на Юго-Западном, Центральном, Белорусском и 1-м Украинском фронтах. Был тяжело ранен. Войну закончил помощником командира взвода 314-го артиллерийского полка 149-й стрелковой дивизии. В декабре 1945 года демобилизован из армии.
Член ВКП(б) с 1945 года.
В 1946—1958 годах — навалоотбойщик, бригадир навалоотбойщиков, бригадир комбайновой бригады шахты «Ново-Моспино» треста «Советскуголь» комбината «Сталинуголь» города Моспино Сталинской области.

## Награды
- Герой Социалистического Труда (28.08.1948)
- два ордена Ленина (28.08.1948, 9.08.1953)
- орден Трудового Красного Знамени
- орден Красной Звезды (20.03.1945)
- медаль «За боевые заслуги» (20.05.1944)
- медали